# دسته زنجیربند

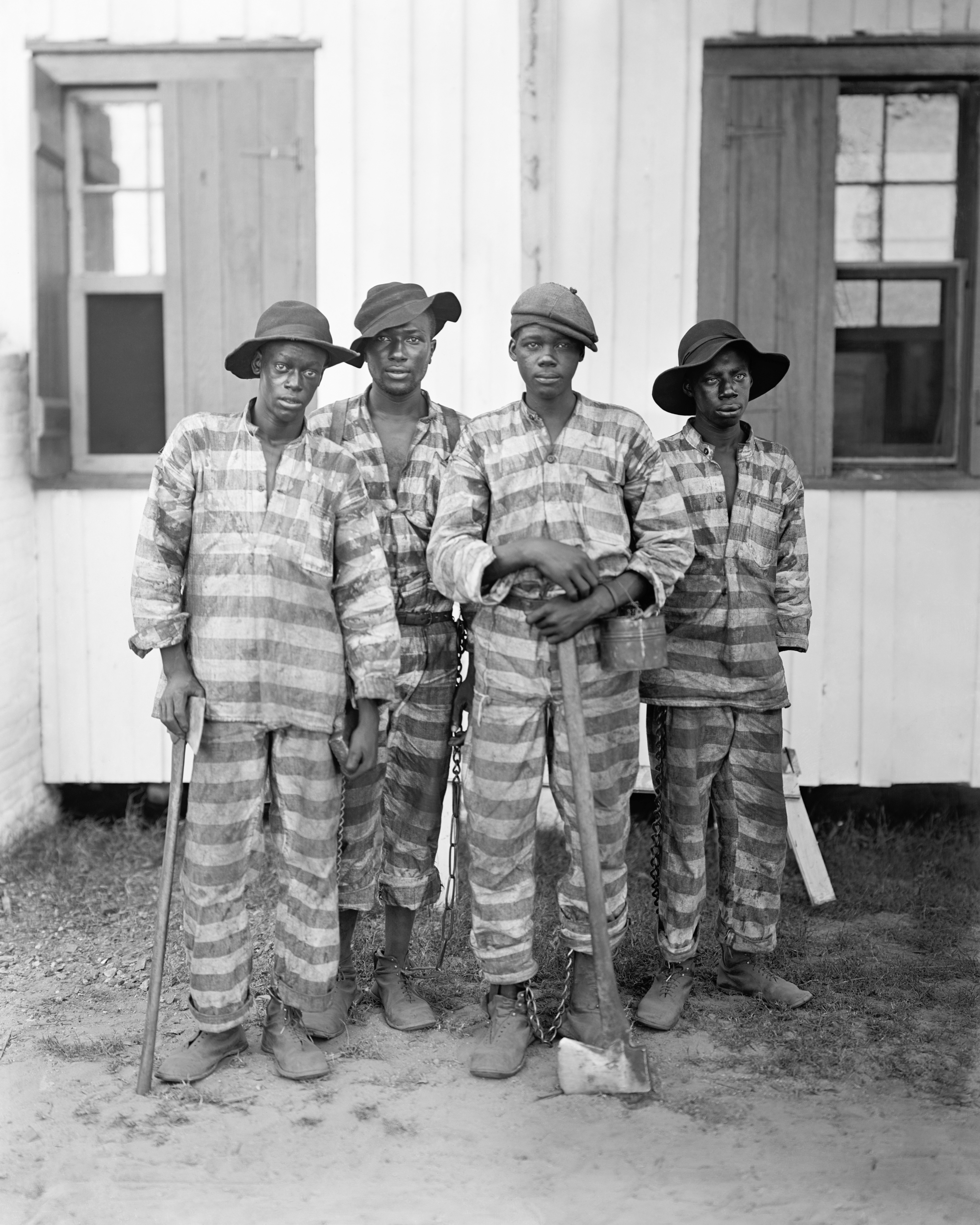
دسته زنجیربند در جنوب آمریکا حدود ۱۹۰۳ میلادی

دستهٔ زنجیربند (انگلیسی: Chain gang) به گروهی از زندانیان گفته می‌شد که به وسیلهٔ زنجیر در کنار هم به بند کشیده می‌شدند و آنها را برای تنبیه به کارهایی نظیر کشاورزی، بنایی، حمالی، ساخت و بازسازیِ راه‌ها و ساختمان‌ها و تمیزکردنِ مناطق وادار می‌کردند. این سیستم تنبیه تا سال ۱۹۵۵ میلادی در آمریکا مرسوم بود و بعد از آن منسوخ شد.